# TATARI タタリ
『TATARI タタリ』（原題：House on Haunted Hill）は、1999年10月29日公開のアメリカ映画。ウィリアム・キャッスル監督のホラー映画『地獄へつゞく部屋』（1959年）のリメイク作品である。日本では2000年7月22日に公開された。
廃病院に潜む死霊の恐怖を最新のVFX（視覚効果）と、グロテスクな特殊メイクを駆使して描く。ダーク・キャッスル・エンターテインメントが制作した最初の作品でもある。日本語版字幕は東野聡が担当。映倫ではPG-12指定がされており、MPAAではR指定がなされている。

## ストーリー
過去に残虐な人体実験が行われた廃病院館で、一晩過ごせたら100万ドル（日本円で約1億円）贈呈というイベントに、多くの参加者たちが集まる。館内に入った彼らの周りで突如、不可解な現象が起こり始める。

## キャスト
※括弧内は日本語吹替
- スティーブン・プライス - ジェフリー・ラッシュ（牛山茂）
- エヴリン・ストッカード・プライス - ファムケ・ヤンセン（唐沢潤）
- エディ・ベイカー - テイ・ディグス（楠大典）： 元野球選手。
- ドナルド・ブラックバーン - ピーター・ギャラガー（たかお鷹）： 医師。
- ワトソン・プリチェット - クリス・カッテン（村治学）： 家主。
- サラ・ウルフ - アリ・ラーター（田中敦子）： ジェニファー・ジェンセンの元秘書。
- メリッサ・マーガレット・マー - ブリジット・ウィルソン（日野由利加）： テレビ業界人。
- カール・シェクター - マックス・パーリック（北斗誓一）
- リチャード・ベンジャミン・ヴァナカット - ジェフリー・コムズ（大木民夫）： 医師。
- 男性看護師 - ディック・ビーブ
- リポーター - リサ・ローブ（園田恵子）： チャンネル3のスタッフ。
- カメラマン - ジェームズ・マースターズ： チャンネル3のスタッフ。
- ピーター・グレイブス（大木民夫）

## スタッフ
- 監督 - ウィリアム・マローン
- 原案 - ロブ・ホワイト
- 脚本 - ディック・ビーブ
- 製作 - ロバート・ゼメキス、ジョエル・シルバー、ギルバート・アドラー
- 製作総指揮 - ダン・クラッチオロ、スティーヴ・リチャーズ
- 共同製作 - テリー・キャッスル
- 製作補 - エド・タピア
- 音楽 - ドン・デイヴィス
- 歌 - マリリン・マンソン　「Sweet Dreams」
- 挿入曲 - ヨハネス・ブラームス  "Piano Quartet in G Minor Op.25"
- 撮影 - リック・ボタ
- 編集 - アンソニー･アドラー
- プロダクション・デザイン - デヴィッド・F・クラーセン
- 美術 - リチャード・F・メイズ
- セット - ローリ・ガフィン
- 衣装 - ハー・グエン
- 特殊メイク・デザイン - ディック・スミス
- 特殊メイク - KNB EFX、ノーマン・カブレラ、ガレット・インメル、シャノン・シェア
- 特殊効果監修 - トーマス・L・ベルッシモ
- 特殊効果 - KNB EFX
- 視覚効果監修 - ロバート・スコタク
- 視覚効果 - ビジョン・アート、ウードゥーEFX、ミル・フィルム、パシフィック・タイトル・デジタル、マジックカメラco
- キャスティング - ローラ・ケネディ

## 豆知識
- 最初に殺される男性看護師は本作の脚本家であるディック・ビーブ。
- 共同製作のテリー・キャッスルはウィリアム・キャッスル監督の娘。
- 2007年には、続編『TATARI 呪いの館（英語版）』が製作：ジョエル・シルバー、ダークキャッスル・エンタテインメントで製作されたが、劇場公開されずビデオスルーとなっている。